# Gilli
Kian "Kiko" Rosenberg Larsson (født 27. juni 1992), kendt under kunstnernavnet Gilli, er en dansk sanger/rapper. Han debuterede med EP'en Ækte vare i 2014, efterfulgt af flere succesfulde singler som "C'est la vie", "Tidligt Op", "Helwa", "Habibi Aiwa", "Rica" og "Oui". I 2019 udkom hans debutstudiealbum Kiko, som siden er gået platin seks gange. Gilli har ad flere omgange samarbejdet med rapperen Branco, ligesom han er del af de to danske rapgrupper B.O.C (sammen med Benny Jamz og Kesi) og Molotov Movement (MOLO) (sammen med MellemFingaMuzik og Benny Jamz).
I perioden 2019-2024 var Gilli den mest streamede musiker i Danmark på Spotify, og han var den første danske musiker til at opnå én milliard streams på tværs af alle sine udgivelser i Danmark alene.

## Baggrund
Gilli voksede op på Københavns Vestegn og gik bl.a. på Nyager Skole. Han blev ven med den danske sanger Kesi som 14-årig.

## Karriere
Gilli har været en del af det danske undergrundsmiljø gennem nogle år og er en del af rapkompagniet B.O.C, som er en gruppe rappere fra primært Nørrebro.
Gilli fik sit kommercielle gennembrud i 2014 med udgivelsen af EP'en Ækte Vare, der opnåede dobbelt platin for streaming. Singlen var den 16. mest downloadede og streamede i 2015 i Danmark. Sangen "Knokler Hårdt" fik desuden platin på streaming i juni 2014.
Gilli debuterede i 2014 som skuespiller, da han spillede hovedrollen i Fenar Ahmads drama Ækte vare. Filmen, der omhandler den talentfulde rapper Mikael fra Brøndby Strand og hans venner, der pludselig får muligheden for at få et gennembrud med sin musik, modtog overvejende positive anmeldelser.
Den 15. januar 2016 udsendte Gilli singlen "Tidligt op", der frem til den 21. januar var den syvende mest delte sang på Spotify i Danmark. Gilli medvirkede i 2016 i et interview med Soundvenue, hvor han fortalte, at hans inspiration kom fra fransk, marokkansk, arabisk og afrikansk musik, hvor han fandt størst inspiration fra grupper som Magic System og den franske rapper Jul.
Ved Danish Music Awards 2017 vandt "Rica" prisen for Årets danske udgivelse. Det var første gang, at en single-udgivelse vandt i kategorien.

### 2019-2020:KikoogEuro Connection

#### Kiko
Den 5. maj 2019 annoncerede Gilli i et interview med YouTube-kanalen Uden Filter, at han ville udgive sit første studiealbum. Debutalbummet Kiko udkom den 13. juli 2019 og markerede Gillis første studieudgivelse siden 2014 (EP'en Ækte Vare). Albummet var længe ventet fra offentligheden og Gillis fanbase med store forventninger, som blev indfriet, da Kiko gik direkte ind som nummer ét på IFPIs hitliste og lå de efterfølgende otte uger på førstepladsen. Det 16 numre-lange album, som indeholdt features af bl.a. Branco og Benny Jamz, blev modtaget med positiv kritik og fik 5 ud af 6 stjerner fra Soundvenue. Den 27. august 2019 var albummet blevet streamet mere end 20.000 gange og gik platin for første gang, og albummet gik siden hen platin seks gange. Ved udgangen af 2019 offentliggjorde IFPI, at Kiko var det andet mest streamede album i Danmark i 2019 og dermed det højest placerede danske album på den officielle danske albumhitliste.
Den 29. oktober 2019 annoncerede Gilli sin hidtil største indendørs-koncert (ikke festival-regi) i Royal Arena, som skulle foregå den 10. april 2020. Han ville dermed blive den første rapper/hiphopper til at være hovednavn på en koncert i Royal Arena.

#### Euro Connection
Den 31. oktober 2019 annoncerede Gilli og rapperen Branco, at de ville udgive et fællesalbum med titlen Euro Connection den 1. januar 2020. De to rappere havde tidligere samarbejdet om singler som "All In" (2019) og "London Town", hvor sidstnævnte vandt en Danish Music Award i kategorien "Årets danske streaminghit" i 2020. Med annonceringen af Euro Connection udgav duoen desuden en musikvideo til den første frigivne single, den house-inspirerede "Verden Vender". Den 15. januar 2020 annoncerede Branco, at albummets udgivelse ville blive udskudt til den 5. februar 2020. Dagen før frigivelsen udgav duoen singlen "Back to Business". Euro Connection blev udgivet den 5. februar 2020 til overvejende positive anmeldelser, men med kommentarer om, at albummet ikke indfriede forventningerne eller fulgte duoens tidligere soloudgivelser. Det 14 numre-lange album, der bl.a. indeholdt nummeret "LA DANZA", der lånte fra Danseorkestrets klassiker "Regndans", modtog 4 af 6 stjerner fra Soundvenue, 5 af 6 stjerner fra GAFFA, men kun 2 stjerner fra Ekstra Bladet. Albummet gik kort efter udgivelsen ind som nummer ét på den danske album-hitliste, hvor det lå på førstepladsen i samlet seks uger. Ved Danish Music Awards 2020 vandt Gilli sammen med Branco en Danish Music Award for årets danske album for Euro Connection, og Gilli havde derudover fire nomineringer; en for 'Årets solist' og tre nomineringer for 'Årets Streaminghit' ("London Town", "LA DANZA" og "Kærlighed" ). I slutningen af marts annoncerede Gilli, at hans planlagte koncert i Royal Arena, grundet corona-nedlukninger, ville blive flyttet til fra den 10. april til den 6. november. I december 2020 annoncerede musikplatformen Spotify, at Gilli var den mest streamede musiker i Danmark i 2020, og at Euro Connection ligeledes var det mest streamede album i Danmark, og at sangen "LA DANZA" var den tredje mest streamede sang på platformen i Danmark.

### 2021-2023
I juli 2021 annoncerede Gillis pladeselskab, MXIII, at Gilli som den første danske musiker havde opnået én millard streams alene i Danmark på tværs af alle sine udgivelser. Samtidig kunne musikselskabernes brancheorganisation, IFPI, oplyse, at Gilli var den mest streamede musiker i Danmark i 2021 og dermed den mest streamede musiker i Danmark i de forløbne tre år.
Den 13. august 2021 optrådte Gilli med B.O.C til den nyopståede ØreSound Festival i Amager Strandpark. Koncerten modtog negative anmeldelser grundet kritik om en ustruktureret optræden og kritik om, at Gilli optrådte yderst beruset under koncerten. Koncerten fik 2 af 6 stjerner fra Soundvenue og 3 af 6 stjerner fra Ekstra Bladet.
I september 2021 annoncerede det danske tøjmærke BLS Hafnia, at mærket havde indgået et samarbejde med Gilli, Benny Jamz og Kesi om at udarbejde en streetwear-kollektion bestående af bl.a. college-jakker, tracksuits og sweatshirts. Kollektionen med navnet BOCHAFNIA kunne købes i udvalgte butikker rundt om i Danmark fra den 3. september 2021. I musikvideoen til sangen "Perspektiv" af Gilli, Benny Jamz og Kesi feat. B.O.C bærer rapperne tøj fra kollektionen.
I november 2023 offentliggjorde Spotify, at Gilli for femte år i træk var den mest streamede musiker i Danmark, og at hans album Suave World (2022) var det sjette mest streamede album i Danmark i 2023. Endelig var sangen "Verden Vågner" feat. Saveus den ottende mest streamede sang i Danmark i 2023.

### 2024:KENNYog Roskilde Festival
I februar 2024 anklagede Gillis manager, Mass Ebdrup, og hans musikselskab, MXIII, den danske rapper Gobs for plagiat. I henvendelsen hævdede Ebdrup, at Gobs' single "Livet er kort" (2024) plagierede Gillis sang "Skarpt lys" (2023), og de krævede en dialog og et eventuelt forlig. Gobs og hans pladeselskab afviste anklagen.
Den 20. juni 2024 udgav Gilli sit første album lavet i samarbejde med Benny Jamz. Albummet KENNY, navngivet som en blanding af Gillis moniker 'Kiko' og Benny Jamz, bestod af 14 sange inklusive "Reposado", "Chicagenhagen" og "Booty Up". Albummet modtog overvejende positive anmeldelser; 4 af 6 stjerner fra Soundvenue og 5 af 6 stjerner fra GAFFA.
Gilli havde sin debut på Roskilde Festival den 5. juli 2024, hvor han spillede på Orange Scene. Koncerten modtog positive anmeldelser og fik 6 af 6 stjerner fra Soundvenue og Politiken, 5 af 6 stjerner fra Berlingske og 4 af 6 stjerner fra B.T. Gilli var i flere år blevet efterspurt på Roskilde Festival, men grundet hans tidligere historik med live-optrædener var festivalen tilbageholdende.
I august 2024 lancerede BLS Hafnia en ny jersey-kollektion lavet i samarbejde med B.O.C-gruppen med navnet Eurofone. Kollektionen kunne købes fra den 30. august 2024. I december 2024 annoncerede Spotify, at Gilli for sjette år i træk var den mest spillede musiker i Danmark på platformen, samt at Gilli og Kesis single "555" var den anden mest streamede sang.

### 2025
Gilli blev i april 2025 annonceret til at optræde på Grøn Koncert.

## Privat
Gilli har gennem hele sin karriere værnet meget om sit privatliv.
Gilli bor i Portugal med sin hustru og parrets to børn.

## Kontroverser

### Skattesag i 2025
I juli 2025 rapportede danske medier, at Gilli var blevet tiltalt for særlig grov skatteunddragelse, da han i perioden 2015-2018 havde afgivet "urigtige" eller "vildledende" oplysninger til SKAT og skyldte 3,3 millioner kroner. Gilli blev tiltalt efter straffelovens § 289, stk. 1, der har en strafferamme på op til otte års fængsel. Gilli havde søgt om nedlæggelse af navneforbud, men dette blev først afvist ved Retten i Glostrup og siden, efter kære, også afvist ved Østre Landsret, da begge domstole fandt, at sagens karakter var for grov til at nedlægge navneforbud. Retssagen blev offentliggjort til at begynde den 1. september 2025 med én afsat retsdag.

## Diskografi
Studiealbums og EP'er
- Ækte Vare (EP) (2014)
- Kiko (2019)
- Euro Connection (2020)
- Mere end musik (2021)
- Carnival (2022)
- Suave World (2022)
- Kiko Club (EP) (2023)
- KENNY (2024)
- Rene Hjerter Vinder Altid (EP) (2025)

## Priser og nomineringer
| År   | Pris               | Kategori                  | Nomineret for                                      | Resultat  |
| ---- | ------------------ | ------------------------- | -------------------------------------------------- | --------- |
| 2016 | Danish Music Award | Årets danske hit          | "C'est la vie" (Gilli feat. MellemFingaMuzik)      | Vundet    |
| 2016 | Danish Music Award | Årets nye danske navn     |                                                    | Nomineret |
| 2016 | Danish Music Award | Årets danske musikvideo   | "Kun Hinanden" (S!vas feat. Gilli)                 | Nomineret |
| 2016 | Zulu Awards        | Årets nye danske navn     |                                                    | Vundet    |
| 2017 | Danish Music Award | Årets danske solist       |                                                    | Vundet    |
| 2017 | Danish Music Award | Årets danske gruppe       | Som en del af Molo                                 | Nomineret |
| 2017 | Danish Music Award | Årets danske udgivelse    | "Rica" (Gilli feat. Kesi & Sivas)                  | Vundet    |
| 2017 | Danish Music Award | Årets danske hit          | "Rica" (Gilli feat. Kesi & Sivas)                  | Nomineret |
| 2017 | Danish Music Award | Årets danske hit          | "Helwa"                                            | Nomineret |
| 2017 | Danish Music Award | Årets danske hit          | "Habibi Aiwa"                                      | Nomineret |
| 2017 | Danish Music Award | Årets danske sangskriver  |                                                    | Vundet    |
| 2017 | Danish Music Award | Årets publikumspris       |                                                    | Nomineret |
| 2019 | Danish Music Award | Årets danske solist       |                                                    | Nomineret |
| 2019 | Danish Music Award | Årets danske streaminghit | "Vai Amor"                                         | Nomineret |
| 2019 | Danish Music Award | Årets danske urbannavn    |                                                    | Nomineret |
| 2019 | Danish Music Award | Årets danske sangskriver  | M.O.L.O.                                           | Nomineret |
| 2020 | Danish Music Award | Årets danske album        | Euro Connection (Branco & Gilli)                   | Vundet    |
| 2020 | Danish Music Award | Årets danske solist       |                                                    | Nomineret |
| 2020 | Danish Music Award | Årets danske streaminghit | "London Town" (Branco & Gilli)                     | Vundet    |
| 2020 | Danish Music Award | Årets danske streaminghit | "LA DANZA" (Branco & Gilli)                        | Nomineret |
| 2020 | Danish Music Award | Årets danske streaminghit | "Kærlighed" (ATYPISK Feat. Gilli & Kesi)           | Nomineret |
| 2020 | Zulu Awards        | Årets hit                 | "Vai Amor"                                         | Nomineret |
| 2020 | Zulu Awards        | Årets kunstner            |                                                    | Nomineret |
| 2021 | Danish Music Award | Årets danske gruppe       | B.O.C                                              | Vundet    |
| 2021 | Danish Music Award | Årets danske album        | Mere End Musik (Benny Jamz, Gilli, Kesi ft. B.O.C) | Nomineret |
| 2021 | Danish Music Award | Årets danske streaminghit | "Ibiza" (Benny Jamz, Gilli, Kesi ft. B.O.C)        | Nomineret |
| 2022 | Danish Music Award | Årets danske album        | Carnival                                           | Vundet    |
| 2022 | Danish Music Award | Årets danske streaminghit | "Kender Ik' i Morgen"                              | Nomineret |
| 2022 | Zulu Awards        | Årets hit                 | "Ibiza" (Benny Jamz, Gilli, Kesi ft. B.O.C)        | Nomineret |
| 2022 | Zulu Awards        | Årets kunstner            | B.O.C                                              | Nomineret |
| 2023 | Danish Music Award | Årets livenavn            |                                                    | Nomineret |
| 2023 | Danish Music Award | Årets danske hit          | "Verden Vågner" (Gilli feat. Saveus)               | Nomineret |
| 2023 | The Voice Prisen   | The Voice Prisen          |                                                    | Nomineret |